# Nelia
Nelia ist eine Pflanzengattung aus der Familie der Mittagsblumengewächse (Aizoaceae). Der botanische Name der Gattung ehrt den südafrikanischen Botaniker Gert Cornelius Nel.

## Beschreibung
Die Pflanzen der Gattung Nelia wachsen kompakt mit bis zu 40 Zweigen (meist jedoch weniger), von denen jeder 2 bis 3 Blattpaare trägt. Die gelblichen bis grünen Laubblätter sind dreieckig und sehr glatt. Sie sind 15 bis 20 Millimeter lang sowie 5 bis 12 Millimeter breit und dick. Ihre Epidermis besitzt eine dicke äußere Wand, die mit Kristallsand gefüllt ist.
In einem zymösen Blütenstand mit Hochblättern und Vorblättern stehen ein bis drei Blüten. Die Einzelblüte bleibt bis zu drei Wochen geöffnet und erreicht einen Durchmesser von 14 bis 22 Millimetern. Es sind fünf Kelchblätter vorhanden. Die ausgebreiteten äußeren Kronblätter sind fast so lang wie die Kelchzipfel. Ins Innere hin werden aus den Kronblättern aufrechte fadenförmige Staminodien, von denen die innersten über das Gynoeceum in der Mitte gebogen sind. Alle Blütenblätter sind an der Basis miteinander verwachsen und bilden einen flachen Blütenbecher. Das Nektarium ist als Ring ausgebildet.
Die fünffächrigen Kapselfrüchte ähneln denen der Gattung Dracophilus. Sie besitzen breite Klappenflügel, keine Verschlusskörper und eine reduzierte Fächerdecke. Die glatten, birnenförmigen Samen sind hellbraun und 1 bis 1,4 Millimeter lang sowie 0,6 bis 0,95 Millimeter breit.

## Systematik und Verbreitung
Die Gattung Nelia ist im Norden des südafrikanischen Namaqualandes verbreitet. Die Pflanzen wachsen auf quarzithaltigen Hängen oder Ebenen. Die Niederschlagsmenge im Winter beträgt etwa 125 Millimeter.
Die Erstbeschreibung der Gattung erfolgte 1928 durch Gustav Schwantes. Der Holotypus ist Nelia pillansii. Nach Heidrun Hartmann (2017) umfasst die Gattung Nelia die folgenden Arten:
- Nelia pillansii (N.E.Br.) Schwantes
- Nelia schlechteri Schwantes

## Nachweise